# Tiro nos Jogos Olímpicos de Verão de 2016 - Pistola livre 25 m feminino
As provas da pistola livre a 25 m feminino do tiro nos Jogos Olímpicos de Verão de 2016 decorreu a 9 de agosto de 2016 no Centro Olímpico de Tiro.

## Formato da competição
Existiram três rondas. Na qualificação, cada atiradora disparou 60 tiros com uma pistola a 25 metros do alvo. A pontuação incrementou no fator de 1 por cada tiro, até uma pontuação máxima de 10. As melhores 8 avançaram para a fase semifinal, disparando séries de cinco tiros em cinco minutos. No segundo conjunto de 30 tiros as atletas tinham três segundos para disparar cada tiro. Na terceira fase, das finais, foi a disputa das medalhas.

## Medalhistas
Anna Korakaki foi campeã olímpica pela Grécia derrotando a alemã Monika Karsch. Já Heidi Diethelm Gerber, da Suíça, foi mais precisa que a chinesa Zhang Jingjing para ser medalha de bronze.
| Ouro   | GRE Anna Korakaki         |
| Prata  | GER Monika Karsch         |
| Bronze | SUI Heidi Diethelm Gerber |

## Recordes
Antes do evento, estes eram os recordes olímpicos e mundiais:
| Qualificação     | Qualificação  | Qualificação | Qualificação | Qualificação         | Qualificação |
| Tipo             | Atiradora     | Pontos       | Local        | Data                 |              |
| ---------------- | ------------- | ------------ | ------------ | -------------------- | ------------ |
| Recorde mundial  | Diana Iorgova | 594          | Milão        | 31 de maio de 1994   |              |
| Recorde mundial  | Tao Luna      | 594          | Munique      | 23 de agosto de 2002 |              |
| Recorde olímpico | Kim Jang-mi   | 591          | Londres      | 8 de agosto de 2012  |              |

| Final            | Final                                          | Final                                          | Final                                          | Final                                          | Final |
| Tipo             | Atiradora                                      | Pontos                                         | Local                                          | Data                                           |       |
| ---------------- | ---------------------------------------------- | ---------------------------------------------- | ---------------------------------------------- | ---------------------------------------------- | ----- |
| Recorde mundial  | As regras mudaram desde as últimas Olimpíadas. | As regras mudaram desde as últimas Olimpíadas. | As regras mudaram desde as últimas Olimpíadas. | As regras mudaram desde as últimas Olimpíadas. |       |
| Recorde olímpico | As regras mudaram desde as últimas Olimpíadas. | As regras mudaram desde as últimas Olimpíadas. | As regras mudaram desde as últimas Olimpíadas. | As regras mudaram desde as últimas Olimpíadas. |       |

O seguinte recorde foi estabelecido durante a competição:
| Data        | Fase         | Atiradora      | País      | Pontos | Recorde          |
| ----------- | ------------ | -------------- | --------- | ------ | ---------------- |
| 9 de agosto | Qualificação | Zhang Jingjing | CHN China | 592    | Recorde olímpico |

## Resultados

### Qualificação
Estes foram os resultados da fase inicial:
| Pos. | Atiradora              | País                | 1   | 2  | 3  | PR  | 4   | 5   | 6   | RF  | Total | Notas |
| ---- | ---------------------- | ------------------- | --- | -- | -- | --- | --- | --- | --- | --- | ----- | ----- |
| 1    | Zhang Jingjing         | CHN China           | 98  | 98 | 97 | 293 | 100 | 99  | 100 | 299 | 592   | Q,    |
| 2    | Anna Korakaki          | GRE Grécia          | 100 | 99 | 98 | 297 | 93  | 94  | 100 | 287 | 584   | Q     |
| 3    | Nino Salukvadze        | GEO Geórgia         | 95  | 97 | 97 | 289 | 97  | 98  | 100 | 295 | 584   | Q     |
| 4    | Monika Karsch          | GER Alemanha        | 96  | 98 | 95 | 289 | 98  | 98  | 98  | 294 | 583   | Q     |
| 5    | Antoaneta Boneva       | BUL Bulgária        | 97  | 98 | 98 | 293 | 96  | 98  | 96  | 290 | 583   | Q     |
| 6    | Jo Yong-suk            | PRK Coreia do Norte | 96  | 97 | 96 | 289 | 95  | 99  | 99  | 293 | 582   | Q     |
| 7    | Heidi Diethelm Gerber  | SUI Suíça           | 98  | 96 | 97 | 291 | 97  | 96  | 98  | 291 | 582   | Q     |
| 8    | Ekaterina Korshunova   | RUS Rússia          | 95  | 98 | 99 | 292 | 99  | 97  | 94  | 290 | 582   | Q     |
| 9    | Kim Jang-mi            | KOR Coreia do Sul   | 96  | 95 | 97 | 288 | 98  | 100 | 96  | 294 | 582   |       |
| 10   | Zsófia Csonka          | HUN Hungria         | 96  | 95 | 97 | 288 | 97  | 98  | 98  | 293 | 581   |       |
| 11   | Tsogbadrakhyn Mönkhzul | MGL Mongólia        | 99  | 94 | 96 | 289 | 97  | 96  | 98  | 291 | 580   |       |
| 12   | Otryadyn Gündegmaa     | MGL Mongólia        | 94  | 94 | 96 | 284 | 99  | 99  | 97  | 295 | 579   |       |
| 13   | Vitalina Batsarashkina | RUS Rússia          | 96  | 98 | 95 | 289 | 95  | 98  | 96  | 289 | 578   |       |
| 14   | Lalita Yauhleuskaya    | AUS Austrália       | 99  | 97 | 94 | 290 | 94  | 97  | 97  | 288 | 578   |       |
| 15   | Klaudia Breś           | POL Polônia         | 98  | 94 | 99 | 291 | 95  | 95  | 97  | 287 | 578   |       |
| 16   | Renáta Tobai-Sike      | HUN Hungria         | 97  | 95 | 96 | 288 | 95  | 97  | 97  | 289 | 577   |       |
| 17   | Hwang Seon-geun        | KOR Coreia do Sul   | 95  | 97 | 96 | 288 | 98  | 94  | 97  | 289 | 577   |       |
| 18   | Yu Ai-wen              | TPE Taipé Chinês    | 96  | 97 | 95 | 288 | 96  | 97  | 96  | 289 | 577   |       |
| 19   | Zorana Arunović        | SRB Sérvia          | 98  | 97 | 98 | 293 | 91  | 96  | 96  | 283 | 576   |       |
| 20   | Heena Sidhu            | IND Índia           | 95  | 95 | 96 | 286 | 97  | 97  | 96  | 290 | 576   |       |
| 21   | Bobana Veličković      | SRB Sérvia          | 99  | 99 | 97 | 295 | 93  | 95  | 93  | 281 | 576   |       |
| 22   | Olena Kostevych        | UKR Ucrânia         | 96  | 99 | 97 | 292 | 92  | 94  | 97  | 283 | 575   |       |
| 23   | Pim-on Klaisuban       | THA Tailândia       | 94  | 96 | 97 | 287 | 94  | 97  | 97  | 288 | 575   |       |
| 24   | Viktoria Chaika        | BLR Bielorrússia    | 97  | 96 | 99 | 292 | 94  | 94  | 95  | 283 | 575   |       |
| 25   | Afaf El-Hodhod         | EGY Egito           | 97  | 98 | 98 | 293 | 95  | 94  | 91  | 280 | 573   |       |
| 26   | Stéphanie Tirode       | FRA França          | 97  | 94 | 97 | 288 | 99  | 92  | 94  | 285 | 573   |       |
| 27   | Wu Chia-ying           | TPE Taipé Chinês    | 94  | 92 | 98 | 284 | 95  | 97  | 96  | 288 | 572   |       |
| 28   | Golnoush Sebghatollahi | IRI Irã             | 98  | 98 | 95 | 291 | 93  | 98  | 90  | 281 | 572   |       |
| 29   | Teo Shun Xie           | SIN Singapura       | 95  | 97 | 94 | 286 | 96  | 94  | 95  | 285 | 571   |       |
| 30   | Chen Ying              | CHN China           | 96  | 96 | 95 | 287 | 96  | 88  | 99  | 283 | 570   |       |
| 31   | Elena Galiabovitch     | AUS Austrália       | 93  | 95 | 97 | 285 | 98  | 94  | 92  | 284 | 569   |       |
| 32   | Tanyaporn Prucksakorn  | THA Tailândia       | 92  | 95 | 95 | 282 | 95  | 95  | 96  | 286 | 568   |       |
| 33   | Enkelejda Shehu        | USA Estados Unidos  | 93  | 96 | 96 | 285 | 91  | 93  | 98  | 282 | 567   |       |
| 34   | Akiko Sato             | JPN Japão           | 94  | 94 | 94 | 282 | 96  | 92  | 95  | 283 | 565   |       |
| 35   | Sonia Franquet         | ESP Espanha         | 92  | 97 | 97 | 286 | 90  | 91  | 97  | 278 | 564   |       |
| 36   | Eleanor Bezzina        | MLT Malta           | 96  | 94 | 93 | 283 | 96  | 91  | 92  | 279 | 562   |       |
| 37   | Andrea Pérez Peña      | ECU Equador         | 96  | 89 | 94 | 279 | 94  | 95  | 93  | 282 | 561   |       |
| 38   | Lynda Kiejko           | CAN Canadá          | 88  | 93 | 88 | 269 | 92  | 95  | 96  | 283 | 552   |       |
| 39   | Mathilde Lamolle       | FRA França          | 93  | 99 | 95 | 287 | 99  | 95  | 69  | 263 | 550   |       |
|      | Olfa Charni            | TUN Tunísia         | 97  | 94 | 98 | 289 | 20  |     |     |     |       | DNF   |

### Semifinal
Estes foram os resultados da fase semifinal:
| Pos. | Atiradora                 | 1 | 2 | 3 | 4 | 5 | Total | Shoot-off | Notas               |
| ---- | ------------------------- | - | - | - | - | - | ----- | --------- | ------------------- |
| 1    | GRE Anna Korakaki         | 5 | 3 | 3 | 4 | 4 | 19    |           | Disputa pelo ouro   |
| 2    | GER Monika Karsch         | 2 | 4 | 4 | 4 | 4 | 18    |           | Disputa pelo ouro   |
| 3    | CHN Zhang Jingjing        | 4 | 5 | 2 | 2 | 4 | 17    |           | Disputa pelo bronze |
| 4    | SUI Heidi Diethelm Gerber | 3 | 5 | 3 | 3 | 3 | 17    |           | Disputa pelo bronze |
| 5    | RUS Ekaterina Korshunova  | 4 | 4 | 2 | 4 | 2 | 16    |           |                     |
| 6    | GEO Nino Salukvadze       | 2 | 4 | 1 | 3 | 4 | 14    |           |                     |
| 7    | PRK Jo Yong-suk           | 1 | 4 | 1 | 4 | 2 | 12    |           |                     |
| 8    | BUL Antoaneta Boneva      | 1 | 1 | 3 | 3 | 3 | 11    |           |                     |

### Final
Estes foram os resultados da fase final:
| Pos.              | Atiradora                 | 1 | 2 | 3 | 4 | 5 | 6 | 7 | Total | Notas |
| ----------------- | ------------------------- | - | - | - | - | - | - | - | ----- | ----- |
| Medalha de ouro   | GRE Anna Korakaki         | 3 | 4 | 4 | 3 | 2 | 2 | 4 | 8     |       |
| Medalha de prata  | GER Monika Karsch         | 1 | 2 | 3 | 4 | 4 | 3 | 3 | 6     |       |
| Medalha de bronze | SUI Heidi Diethelm Gerber | 4 | 4 | 3 | 4 | 3 | 4 |   | 8     |       |
| 4                 | CHN Zhang Jingjing        | 5 | 3 | 2 | 4 | 3 | 2 |   | 4     |       |

Legenda
| Recorde mundial      | Recorde mundial (World record)               |                       | Recorde africano                      | Recorde africano (African) |                                           | Q | Classificado por posição (Qualified) |
| Recorde olímpico     | Recorde olímpico (Olympic record)            | Recorde da América    | Recorde da América (Americas)         | q                          | Classificado por melhor tempo (Qualified) |   |                                      |
| Melhor marca do ano  | Melhor marca do ano (World leading)          | Recorde asiático      | Recorde asiático (Asian)              | DNS                        | Não largou (Did not start)                |   |                                      |
| Recorde nacional     | Recorde nacional (National record)           | Recorde europeu       | Recorde europeu (European)            | DNF                        | Não terminou (Did not finish)             |   |                                      |
| Recorde pessoal      | Recorde pessoal do atleta (Personal best)    | Recorde da Oceania    | Recorde da Oceania (Oceania)          | DSQ / DQ                   | Desclassificado (Disqualified)            |   |                                      |
| Recorde da temporada | Recorde da temporada do atleta (Season best) | Recorde sul-americano | Recorde sul-americano (South America) | NM                         | Sem marca (No mark)                       |   |                                      |